# União Platinense de Esportes
A União Platinense de Esportes foi um clube de futebol brasileiro da cidade de Santo Antônio da Platina, no estado do Paraná. Suas cores eram vermelho e branco.
O clube surgiu da fusão entre A. A. Araucária e Sete de Setembro F. C.
A principal conquista da equipe foi o título da chave norte do Campeonato Paranaense da Segunda Divisão de 1970.